# Néma (Mauritánia)
Néma város Mauritánia délkeleti részén, Hodh Ech Chargui régióban, közel Malihoz. 
Éghajlata forró, sivatagi. Egész évben csak 279 mm eső esik. A város lakossága 50 000 főre tehető, de a környező háztáji gazdálkodást végző települések lakosait is beleszámítva 100-200 000 ember él a vonzáskörzetében.
A városnak kórháza és repülőtere is van. Az Al-Kaida közeli ténykedése miatt a város külföldiek számára veszélyesnek számít.